# Log (informatyka)
Log (inaczej: dziennik, plik dziennika, rejestr zdarzeń) – chronologiczny zapis zawierający informację o zdarzeniach i działaniach dotyczących systemu informatycznego, systemu komputerowego czy komputera. Log tworzony jest automatycznie przez dany program komputerowy, a sama czynność zapisywania do logu nazywana jest też logowaniem – nie należy mylić tego określenia z logowaniem w celu wykonania uwierzytelnienia.
Logi są używane do analizowania pracy systemu informatycznego, np. sporządzania statystyk, wykrywania prób włamań do systemu i sposobu ich przeprowadzenia oraz wykrywania wszelkich błędów i nieprawidłowości działającego oprogramowania.
Logi mogą być prowadzone mniej lub bardziej szczegółowo (jest to tak zwany poziom szczegółowości logowania) w zależności od potrzeby. Przykładowo, system domyślnie może logować tylko najpoważniejsze zdarzenia (poważne błędy), a na życzenie może rejestrować wydarzenia bardziej szczegółowo (na przykład ostrzeżenia czy rejestrować normalny przebieg pracy procesów). Zazwyczaj najbardziej szczegółowy poziom logowania służy twórcom systemu w usuwaniu błędów w jego działaniu.
W niektórych systemach można zmieniać poziom szczegółowości logowania w trakcie ich pracy.
Informacje mogą dotyczyć zdarzeń podejmowanych na systemie lokalnie (np. przez pracujących na nim użytkowników lub programy) albo zdarzeń pochodzących z zewnątrz (np. pakietów wysyłanych na interfejs sieciowy systemu komputerowego), jak również może to być zapis rozmów prowadzonych za pomocą komunikatora internetowego lub czatu. Do logów zaliczyć można wykazy połączeń telekomunikacyjnych i zapisy wysłanych lub odebranych wiadomości (SMS, poczta elektroniczna).
Typowy wpis w logu zawiera m.in. następujące informacje:
- względny lub bezwzględny czas zdarzenia (np. data i godzina),
- rodzaj zdarzenia, identyfikator (często wykorzystywany do rozdzielania informacji na kilka strumieni danych),
- nazwa użytkownika, programu, procesu generującego wpis
- dane o pobieranych plikach,
- adres IP, jeżeli operacja dotyczy komunikacji przez sieć,
- kwalifikacja zdarzenia (poważny błąd, ostrzeżenie, raport z normalnego przebiegu prac, bardzo szczegółowy)
- tekstowy opis zdarzenia
- praktycznie każda informacja potrzebna administratorowi systemu, a możliwa do odczytania w sposób alfanumeryczny.

Logi mogą być zapisywane w plikach lub do baz danych, czasami są wysyłane na inne maszyny przez sieć lub na drukarkę. Niekiedy do zbierania logów z innych maszyn jest przeznaczony oddzielny system (ze względów bezpieczeństwa).

## Bezpieczeństwo
Tworzenie, przechowywanie i archiwizacja logów niesie za sobą zagrożenia związane z ochroną informacji i prywatności. Uzyskanie przez osoby niepowołane dostępu do logów może doprowadzić do ujawnienia istotnych danych, na przykład do zapisu niejawnych transakcji biznesowych lub przebiegu komunikacji poprzez pocztę elektroniczną lub komunikator internetowy.
Niektórzy użytkownicy stosują politykę przechowywania logów przez krótki czas (na przykład siedem dni), a w niektórych przypadkach wybrane informacje w ogóle nie są zapisywane.
Z drugiej strony brak logów uniemożliwia analizę zjawisk z przeszłości, na przykład przebiegu włamania komputerowego lub wykrycia nadużyć. Trudniej jest również stwierdzić, czy nieprawidłowości w pracy systemu mają charakter jednorazowy czy też występowały już w przeszłości.
Przechowywanie zapisów logów przez dłuższy czas w celu ewentualnego przekazania ich organom ścigania to tzw. retencja danych.